# دان غاردنر (سياسي)
دان غاردنر (بالإنجليزية: Dan Gardner)‏ هو سياسي أمريكي، ولد في 1958. حزبياً، نشط في الحزب الديمقراطي. وقد انتخب عضو مجلس نواب أوريغون.